# 馬蒂科尼斯峰
75°21′S 138°14′W / 75.350°S 138.233°W
馬蒂科尼斯峰（英語：Matikonis Peak）是南極洲的山峰，位於瑪麗伯德地沿岸，屬於科爾特高地的一部分，美國地質調查局根據測量和該國海軍的空中照片繪入地圖，現時由南極條約體系管理。